# Huetamo (kommun i Mexiko)
Huetamo är en kommun i Mexiko.   Den ligger i delstaten Michoacán de Ocampo, i den södra delen av landet, 220 km väster om huvudstaden Mexico City.
Följande samhällen finns i Huetamo:
- Huetamo de Núñez
- Tziritzícuaro
- Capeo
- La Quetzería
- San Miguel Montecillos
- Baztán del Cobre
- Santiago Conguripo
- Colonia J. David Tellitud
- Los Cuachalalates
- Charácuaro
- El Carmen
- Quenchendio
- El Gusano de Santiago
- Coenandio
- Iramuco
- Las Trincheras
- Zacanguirete
- Los Hornitos
- Las Caramicuas
- La Cuchilla
- La Era
- Las Ceibas
- El Pinzán
- Sanchiqueo
- La Tiringucha
- El Potrero
- El Cascalote
- Santa Gertrudis